# Roger Williams (Pianist)
Roger Williams (* 1. Oktober 1924 in Omaha als Louis Weertz; † 8. Oktober 2011 in Los Angeles) war ein US-amerikanischer Pianist der Unterhaltungsmusik. Sein Spitzname war „Pianist der Präsidenten“, weil Williams für alle US-Präsidenten von Harry Truman bis George W. Bush gespielt hatte.

## Leben und Wirken
Williams, der in einer musikalischen Familie in Des Moines aufwuchs, begann mit drei Jahren mit dem Klavierspiel. Er studierte Klavier an der Drake University in Des Moines, bis er exmatrikuliert wurde, weil er im Probenraum den Popsong Smoke Gets in Your Eyes spielte. Nachdem er seinen Militärdienst in der Kriegsmarine abgeleistet hatte, studierte er bis zum Bachelor auf dem Idaho State College (jetzt Idaho State University) im Jahr 1950. Dann studierte er bis zum Master weiter an der Drake University. Um Jazz-Piano zu lernen, zog er dann nach New York City, wo er an der Juilliard School of Music bei Lennie Tristano und Teddy Wilson ausgebildet wurde.
Nachdem er einen Talentwettbewerb gewonnen hatte, wurde er von David Kapp bei Kapp Records unter Vertrag genommen und änderte seinen Namen in Roger Williams. 1955 spielte er seine Version von Autumn Leaves ein, die bisher als einziges Solo-Klavierstück ein Nummer-eins-Hit in den US-Billboard-Charts wurde. Bis heute ist die gleichnamige LP/CD das meistverkaufte Klavieralbum aller Zeiten. Er hatte weitere Charterfolge mit seinen Easy-Listening-Versionen der Songs Born Free, Near You, Till, The Impossible Dream, Yellow Bird, Maria" und Theme from Somewhere in Time. Dem Billboard zufolge war er mit 18 goldenen und Platin-Platten der am besten verkaufte Pianist der Unterhaltungsmusik. 2010 wurde er in die Hit Parade Hall of Fame aufgenommen.
Der Musiker starb in seinem Haus in Los Angeles infolge einer Krebserkrankung.

## Diskografie

### Alben
| Jahr | Titel Musiklabel Kat. Nr.                             | Höchstplatzierung, Gesamtwochen, AuszeichnungChartsChartplatzierungen (Jahr, Titel, Musiklabel Kat. Nr., Platzierungen, Wochen, Auszeichnungen, Anmerkungen) | Anmerkungen |
| Jahr | Titel Musiklabel Kat. Nr.                             | US | Anmerkungen |
| ---- | ----------------------------------------------------- | --- | ----------- |
| 1956 | Roger Williams Kapp KL-1012                           | US19 (2 Wo.)US |             |
| 1957 | Songs of the Fabulous Fifties Kapp KXL-5000           | US6 Gold · (65 Wo.)US |             |
| 1957 | Almost Paradise Kapp KL-1063                          | US20 (5 Wo.)US |             |
| 1957 | Songs of the Fabulous Forties Kapp KXL-5003           | US19 (4 Wo.)US |             |
| 1957 | Till Kapp KL-1081                                     | US4 Gold · (47 Wo.)US |             |
| 1959 | Near You Kapp KL-1112                                 | US11 (33 Wo.)US |             |
| 1959 | More Songs of the Fabulous Fifties Kapp KL-1130       | US24 Gold · (22 Wo.)US |             |
| 1959 | With These Hands Kapp KL-1147, KS-3030                | US20 (29 Wo.)US |             |
| 1959 | Christmas Time Kapp KL-1164                           | US12 (4 Wo.)US |             |
| 1960 | Always – Melodies That Will Live Forever Kapp KL-1172 | US25 (10 Wo.)US |             |
| 1960 | Temptation Kapp KL-1217                               | US5 (37 Wo.)US |             |
| 1961 | Yellow Bird Kapp KL-1244                              | US49 (15 Wo.)US |             |
| 1961 | Songs Of The Soaring 60’s – Vol. 1 Kapp KL-1251       | US35 (11 Wo.)US |             |
| 1962 | Greatest Hits Kapp KL-1260                            | US44 Gold · (23 Wo.)US |             |
| 1962 | Maria Kapp KL-1266                                    | US9 (44 Wo.)US |             |
| 1962 | Mr. Piano Kapp KL-1290                                | US35 (24 Wo.)US |             |
| 1963 | Country Style Kapp KL-1305                            | US122 (13 Wo.)US |             |
| 1963 | For You Kapp KL-1336                                  | US59 (12 Wo.)US |             |
| 1964 | The Solid Gold Steinway Kapp KL-1354                  | US27 (19 Wo.)US |             |
| 1964 | 10th Anniversary/Limited Edition Kapp SKLE-1          | US108 (8 Wo.)US |             |
| 1964 | Academy Award Winners Kapp KL-1406                    | US126 (9 Wo.)US |             |
| 1965 | Roger Williams Plays The Hits Kapp KL-1414            | US118 (6 Wo.)US |             |
| 1965 | Autumn Leaves-1965 Kapp KL-1452                       | US130 (7 Wo.)US |             |
| 1965 | Summer Wind Kapp KL-1434                              | US63 (18 Wo.)US |             |
| 1966 | I’ll Remember You Kapp KS-3470                        | US24 (67 Wo.)US |             |
| 1966 | Born Free Kapp KS-3501                                | US7 Gold · (69 Wo.)US |             |
| 1967 | Roger! Kapp KS-3512                                   | US51 (27 Wo.)US |             |
| 1967 | Golden Hits Kapp KS-3530                              | US87 (29 Wo.)US |             |
| 1968 | More Than a Miracle Kapp KS-3550                      | US164 (5 Wo.)US |             |
| 1969 | Only For Lovers Kapp KS-3565                          | US131 (10 Wo.)US |             |
| 1969 | Happy Heart Kapp KS-3595                              | US60 (11 Wo.)US |             |
| 1969 | Love Theme From "Romeo & Juliet" Kapp KS-3610         | US145 (10 Wo.)US |             |
| 1971 | Love Story Kapp KS-3645                               | US112 (13 Wo.)US |             |
| 1971 | Summer of ’42 Kapp KS-3650                            | US187 (3 Wo.)US |             |
| 1972 | Love Theme From "The Godfather" Kapp KS-3565          | US187 (8 Wo.)US |             |

Weitere Alben
- 1956: Roger Williams Plays Christmas Songs (Kapp KL-1042)
- 1958: Songs of the Fabulous Century (Kapp KXL-5005)
- 1960: Songs of the Fabulous Fifties – Part 1 (Kapp KL-1209)
- 1964: By Special Request (Kapp KL-3)
- 1965: Autumn Leaves (Kapp KL-1452)
- 1967: By Special Request – Vol. 2 (Kapp KL-4)
- 1967: Somewhere My Love (Kapp KS-3470; US: Gold)
- 1968: Amor (Kapp KS-3549)
- 1969: The Piano Magic of Roger Williams (Columbia Musical Treasuries P2S-5306)
- 1971: Twilight Themes (Longines Symphonette Society – SYS5329)
- 1974: The Way We Were (MCA-403)
- 1978: Autumn Leaves: The Best of Roger Williams (Reader’s Digest RDA-187)
- 1981: Golden Christmas (Holiday HDY-1927)
- 1983: 1970’s (MCA2-4180)
- 1993: Golden Christmas (Special Music Company SCD-4607)

### Singles
| Jahr | Titel Album                                       | Höchstplatzierung, Gesamtwochen, AuszeichnungChartsChartplatzierungen (Jahr, Titel, Album, Platzierungen, Wochen, Auszeichnungen, Anmerkungen) | Anmerkungen     |
| Jahr | Titel Album                                       | US | Anmerkungen     |
| ---- | ------------------------------------------------- | --- | --------------- |
| 1955 | Autumn Leaves Roger Williams                      | US1 (27 Wo.)US |                 |
| 1955 | Wanting You Roger Williams                        | US38 (10 Wo.)US |                 |
| 1956 | La Mer (Beyond The Sea) Roger Williams            | US37 (9 Wo.)US |                 |
| 1956 | Hi-Lili Hi-Lo Roger Williams                      | US85 (3 Wo.)US |                 |
| 1956 | Tumbling Tumbleweeds Almost Paradise              | US60 (8 Wo.)US |                 |
| 1956 | Two Different Worlds –                            | US41 (12 Wo.)US | mit Jane Morgan |
| 1957 | Almost Paradise                                   | US26 (20 Wo.)US |                 |
| 1957 | Till                                              | US27 (17 Wo.)US |                 |
| 1958 | Arrivederci, Roma Till                            | US55 (8 Wo.)US |                 |
| 1958 | Near You                                          | US10 (17 Wo.)US |                 |
| 1958 | The World Outside Near You                        | US71 (3 Wo.)US |                 |
| 1960 | La Montana (If She Should Come To You) Temptation | US98 (1 Wo.)US |                 |
| 1960 | Temptation                                        | US56 (6 Wo.)US |                 |
| 1961 | Maria                                             | US48 (8 Wo.)US |                 |
| 1962 | Amor Maria                                        | US88 (4 Wo.)US |                 |
| 1965 | Try To Remember Roger Williams Plays The Hits     | US97 (2 Wo.)US |                 |
| 1965 | Autumn Leaves – 1965                              | US92 (3 Wo.)US |                 |
| 1966 | Lara’s Theme from "Dr. Zhivago" –                 | US65 (6 Wo.)US |                 |
| 1966 | Born Free                                         | US7 (21 Wo.)US |                 |
| 1967 | Sunrise, Sunset Roger!                            | US84 (5 Wo.)US |                 |
| 1967 | Love Me Forever Roger!                            | US60 (5 Wo.)US |                 |
| 1968 | The Impossible Dream More Than a Miracle          | US55 (7 Wo.)US |                 |
| 1969 | Galveston Happy Heart                             | US99 (2 Wo.)US |                 |